# الحرب البيزنطية الروسية (941)
وقعت الحرب الروسية البيزنطية عام 941 في عهد إيغور كييف. تكشف مراسلات الخزر أن الحملة كانت مدعومة من قبل الخزر الذين تمنوا الانتقام من البيزنطيين بعد اضطهاد اليهود الذي قام به الإمبراطور رومانوس الأول ليكابينوس.[بحاجة لمصدر] تم إيقاف الهجوم البحري الأول وأعقبه هجوم آخر ناجح في عام 944. كانت النتيجة المعاهدة الروسية البيزنطية لعام 945.

## الغزو

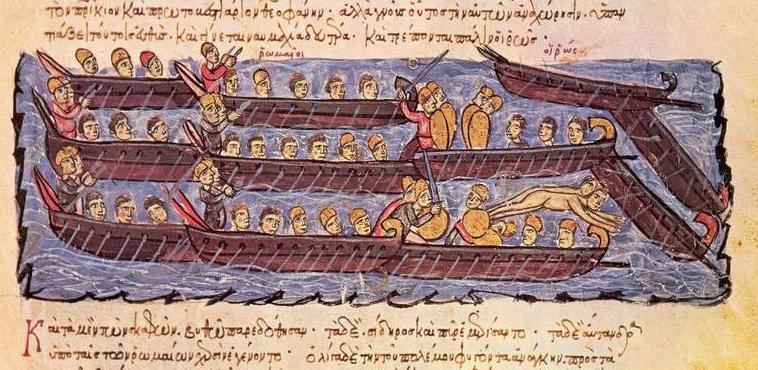
حملة بحرية جديدة ضد القسطنطينية التي شنت 944\945مما ادى الى عمل اتفاق بين الجانبين بسببها

نزل روس وحلفاؤهم، البجناك، على الساحل الشمالي لآسيا الصغرى واحتشدوا فوق بيثينيا في مايو 941. كالمعتاد، يبدو أنهم كانوا على علم جيد بأن العاصمة الإمبراطورية كانت بلا حماية وعرضة للهجوم: كان الأسطول البيزنطي قد انخرط ضد العرب في البحر الأبيض المتوسط، بينما تمركز معظم الجيش الإمبراطوري على طول الحدود الشرقية.
رتب Lecapenus الدفاع عن القسطنطينية من خلال وجود 15 سفينة متقاعدة مزودة برماة النار الإغريقية الأمامية والخلفية. لقد جعل أيغور، الراغب في الاستيلاء على هذه السفن اليونانية وطواقمها وهو غير مدرك لرماة النار، أسطوله يحيط بهم. ثم، وفي لحظة، تم إطلاق النار الإغريقية من خلال أنابيب على الروس وحلفائهم؛ كتب ليوتبراند الكريموني: «قفز الروس، وهم يرون النيران، في البحر، مفضلين الماء على النار. غرق بعضهم بسبب وزن صدورهم والخوذات. بينما احترق آخرون بالنيران». تم قطع رأس الأسرى الروس.
وهكذا نجح البيزنطيون في تبديد أسطول الروس ولكن ليس لمنع الوثنيين من نهب المناطق النائية في القسطنطينية، حيث غامروا في أقصى جنوب نيقوميديا. تم الإبلاغ عن العديد من الأعمال الوحشية: قيل إن الروس قد صلبوا ضحاياهم وأنهم دفعوا أظافرهم إلى رؤوسهم.
في سبتمبر، عاد جون كوركواس وبارداس فوكاس، وهما جنرالان بارزان، إلى العاصمة بسرعة، متلهفين لصد الغزاة. نقل سكان كييف عملياتهم على الفور إلى تراقيا، ونقلوا أسطولهم إلى هناك. وعندما كانوا على وشك التراجع، محملين بالغنائم، هبطت عليهم البحرية البيزنطية تحت حكم الثيوفانيين. أفادت مصادر يونانية أن الروس "فقدوا أسطولهم بالكامل في هذا الهجوم المفاجئ، بحيث عادت حفنة من القوارب إلى قواعدها في شبه جزيرة القرم. تم نقل الأسرى المحتجزين إلى العاصمة وقُطعت رؤوسهم. تضيف مصادر الخزر أن زعيم الروس تمكن من الفرار إلى بحر قزوين، حيث لقي حفته وهو يقاتل العرب.

## العواقب
كان إيغور قادرًا على شن حملة بحرية جديدة ضد القسطنطينية في وقت مبكر من 944/945. وتحت تهديد قوة أكبر من ذي قبل، اختار البيزنطيون العمل الدبلوماسي للتحايل على الغزو. لقد عرضوا امتيازات جزية وتجارية على الروس. تمت مناقشة العرض البيزنطي بين إيغور وجنرالاته بعد وصولهم إلى ضفاف نهر الدانوب حيث قُبل في النهاية. لقد تم التصديق على المعاهدة الروسية البيزنطية لعام 945 نتيجة لذلك. هذا جعل العلاقات وديةً بين الجانبين.

## الحواشي
1. ↑  تعطي المصادر أرقامًا متفاوتة لحجم أسطول روس. يَظهر الرقم 10,000 سفينة في الوقائع الأولية وفي المصادر اليونانية، وقد جعل بعضها الرقم يصل إلى 15,000 سفينة. كتب ليوتبراند الكريموني أن الأسطول يتألف من 1000 سفينة فقط. يستند تقرير ليودبراند إلى رواية زوج والدته الذي شهد الهجوم أثناء عمله كمبعوث في القسطنطينية. يجد المؤرخون الحديثون أن التقدير الأخير هو الأكثر مصداقية. Runciman (1988), p. 111.
2. ↑  حدد بعض العلماء أوليغ النبوي كقائد للبعثة، مع أنه وفقًا لمصادر تقليدية قد مات منذ بعض الوقت. انظر, e.g., Golb 106-121; Mosin 309-325; Zuckerman 257-268; Christian 341-345.